# Hiệu ứng Doppler

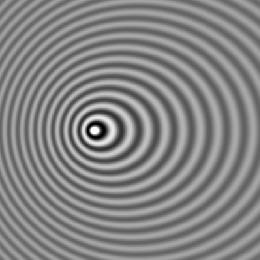
Sóng phát ra từ một nguồn đang chuyển động từ phải sang trái

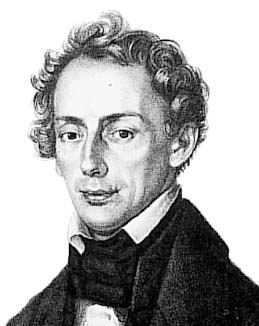
Christian Andreas Doppler

Hiệu ứng Doppler là một hiệu ứng vật lý, đặt tên theo Christian Andreas Doppler, trong đó tần số và bước sóng của các sóng âm, sóng điện từ hay các sóng nói chung bị thay đổi khi mà nguồn phát sóng chuyển động tương đối với người quan sát.

## Biểu diễn toán học
Đối với sóng chuyển động trong một môi trường (như sóng âm), nguồn sóng và người quan sát đều có thể chuyển động tương đối so với môi trường. Hiệu ứng Doppler lúc đó là sự tổng hợp của hai hiệu ứng riêng rẽ gây ra bởi hai chuyển động này.
{\displaystyle f=\left({\frac {v+v_{r}}{v+v_{s}}}\right)f_{0}\,}
trong đó,
{\displaystyle v\;} là vận tốc lan truyền của sóng trong môi trường,
{\displaystyle v_{r}\,} là vận tốc tương đối của người quan sát đối với môi trường, nhận giá trị dương nếu người quan sát tiến lại gần nguồn âm,
{\displaystyle v_{s}\,} là vận tốc tương đối của nguồn đối với môi trường, nhận giá trị dương nếu nguồn dịch chuyển ra xa đối với người quan sát.

Tần số tăng lên khi nguồn tiến về phía người quan sát, và giảm đi khi nguồn đi ra xa người quan sát(với điều kiện chuyển động giữa nguồn và người không phải là chuyển động đều).

Cụ thể, nếu nguồn di động trong môi trường phát ra sóng với tần số tại nguồn là f0, một người quan sát đứng yên trong môi trường sẽ nhận được tần số f:
{\displaystyle f=f_{0}\left({\frac {1}{1+v/c}}\right)}
với c tốc độ lan truyền của sóng trong môi trường, v là thành phần vận tốc chuyển động của nguồn so với môi trường theo phương chỉ đến người quan sát (âm nếu đi về phía người quan sát, dương nếu ngược lại).
Tương tự, khi nguồn đứng im còn người quan sát chuyển động:
{\displaystyle f=f_{0}\left(1+{\frac {v}{c}}\right)}
Đối với sóng điện từ (ví dụ ánh sáng), lan truyền mà không cần môi trường, hiệu ứng Doppler được tính toán dựa vào thuyết tương đối.

## Phân tích
Trong hiệu ứng Doppler thật ra tần số của nguồn sóng không bị thay đổi. Để hiểu rõ nguyên nhân tạo ra hiệu ứng Doppler, sự thay đổi tần số, ta lấy ví dụ của hai người ném bóng. Người A ném bóng đến người B tại một khoảng cách nhất định. Giả sử vận tốc trái bóng không đổi và cứ mỗi phút người B nhận được x số bóng. Nếu người A từ từ tiến lại gần người B, người B sẽ nhận được nhiều bóng hơn mỗi phút vì khoảng cách của họ đã bị rút ngắn. Vậy chính số bước sóng bị thay đổi nên gây ra sự thay đổi tần số.

## Ứng dụng

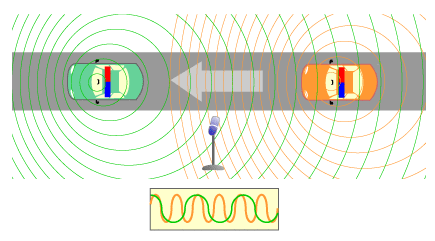
Một microphone cố định thu âm tiếng của xe cảnh sát tại độ ngân khác nhau tùy thuộc vào hướng tương đối của chúng

### Thường ngày
Một tiếng còi trên xe cấp cứu tiến đến ta sẽ có tần số cao hơn (chói hơn) khi xe đứng yên. Tần số này giảm dần (trầm hơn) khi xe vượt qua ta và nhỏ hơn bình thường khi xe chạy ra xa.
Nhà thiên văn học John Dobson giải thích hiện tượng trên: "lý do mà tiếng còi giảm là do xe không tông bạn".
Nói cách khác, nếu chiếc xe đi theo phương thẳng tới bạn, tần số sẽ vẫn giữ nguyên (vì thành phần vận tốc v theo phương chỉ tới bạn không đổi, cho đến khi chúng vượt qua bạn, thì lập tức chuyển sang tần số thấp hơn. Sự khác biệt giữa tần số cao lúc tiến đến so với tần số chuẩn của còi đúng bằng sự khác biệt giữa tần số thấp lúc ra xa so với tần số chuẩn. Khi chiếc xe không tông vào bạn mà chỉ qua mặt bạn, thành phần vận tốc theo phương chỉ tới bạn không giữ nguyên do phương này luôn thay đổi tùy thuộc vị trí của xe:
{\displaystyle v=v_{0}\cdot \cos {\theta }}
Trong đó v là thành phần vận tốc của xe theo phương chỉ tới bạn, v0 là tốc độ của xe và {\displaystyle \theta } là góc giữa hướng di chuyển của xe và hướng nối từ xe đến bạn.

### Máy bắn tốc độ
Sử dụng cơ chế radar và hiệu ứng Doppler, phát ra một bước sóng radio có tần số xác định f0 rồi thu nhận tần số sóng radio f1 phản xạ ngược trở lại từ phương tiện giao thông đang di chuyển với vận tốc u. Từ f0 và f1 ta sẽ tính ra được vận tốc của phương tiện giao thông đó.